# Велика ханска џамија
Велика ханска џамија (кт. Büyük Han Cami) је исламски верски објекат који се налази у Бахчисарају, Крим и део је Ханске палате.

## Историја
Велика ханска џамија смештена је на тргу у палати источно од северних врата. Ово је једна од највећих џамија на Криму и прва је зграда изграђена у Ханској палати. Џамија је изграђена 1532. године од стране Сахиб I Гираја, а од 17. века џамија носи његово име.
Главни улаз у џамију се налази на страни реке Чурук-Су. Фасада са ове стране претходно је била обложена с мермером. У близини источног зида џамије, налази се абдест (верско чишћење муслимана пре молитве.) и шадрван (фонтана). На зидовима је приказано неколико калиграфских натписа на арапском језику (цитати из Курана) који су израђени у 18. веку. Натписи су направљени у црној и зеленој позадини. Исто тако, међу калиграфским натписима на зидовима се спомиње име Кирима Гираја, који је реновирао џамију.
У џамији постоје два минарета са истакнутим крововима, на чијем се врху налази  бронзани полумесец. Минарети су високи 28 метара. Унутар минарета налазе се камене спиралне степенице. Торњеви минарета изграђени су од камених плоча, причвршћених оловом..
Године 1736. џамија је била оштећена у пожару. Џамија је поново реновирана током владавине Селамета II Гираја. Године 1750. Арслан Гирај је основао медресу у дворишту џамије, која нажалост данас не постоји. У совјетској ери, џамија је затворена. Горњи део џамије коришћен је за изложбу Музејске службе за археологију, а у доњем делу је био - лапидаријум. Данас је џамија отворена за вернике.

## Галерија
- Велика ханска џамија
- Минарет
- Минарети џамије
- Калиграфски натписи на зиду
- Калиграфски натписи на зиду
- Калиграфски натпис на зиду у част Кирима Гираја који је реновирао џамију
- Фрагмент минарета